# 榎本たつお
榎本 たつお（えのもと たつお、本名：榎本壮一、1963年2月6日 - ）は、東京都出身の俳優である。トゥフロント所属。

## 来歴・人物
桐朋学園大学短期大学部芸術科卒。1986年に劇団新人会に入団。
以前は本名で活動していたが、2000年頃にテレビドラマ「渡る世間は鬼ばかり」で演じている役の下の名前に改名した。地味な役ながら、「渡る世間は鬼ばかり」は第1作目から出演している。

## 出演

### テレビドラマ
- 渡る世間は鬼ばかり（1990年〜2019年、TBS） - 松本達夫 役
- 源氏物語 上の巻・下の巻（1990年〜1992年、TBS） - 蛍兵部卿の宮 役
- 愛のそば（1992年、TBS）
- 娘よ（2003年、TBS）
- 火曜サスペンス劇場「警視庁鑑識班19」（2005年、日本テレビ）
- 金曜エンタテイメント「奥さまは警視総監1」（2006年、フジテレビ）

### 映画
- 帝都物語

### 舞台
- 渡る世間は鬼ばかり